# Нейланде
Нейланде (нід. Nijlande) — селище в нідерландській провінції Дренте. Входить до муніципалітету А-ен-Гюнзе.
Його площа становить 0,23 км², а населення станом на 2021 рік складало 65 осіб.
Перша згадка про населений пункт датується 1634 роком.

## Галерея

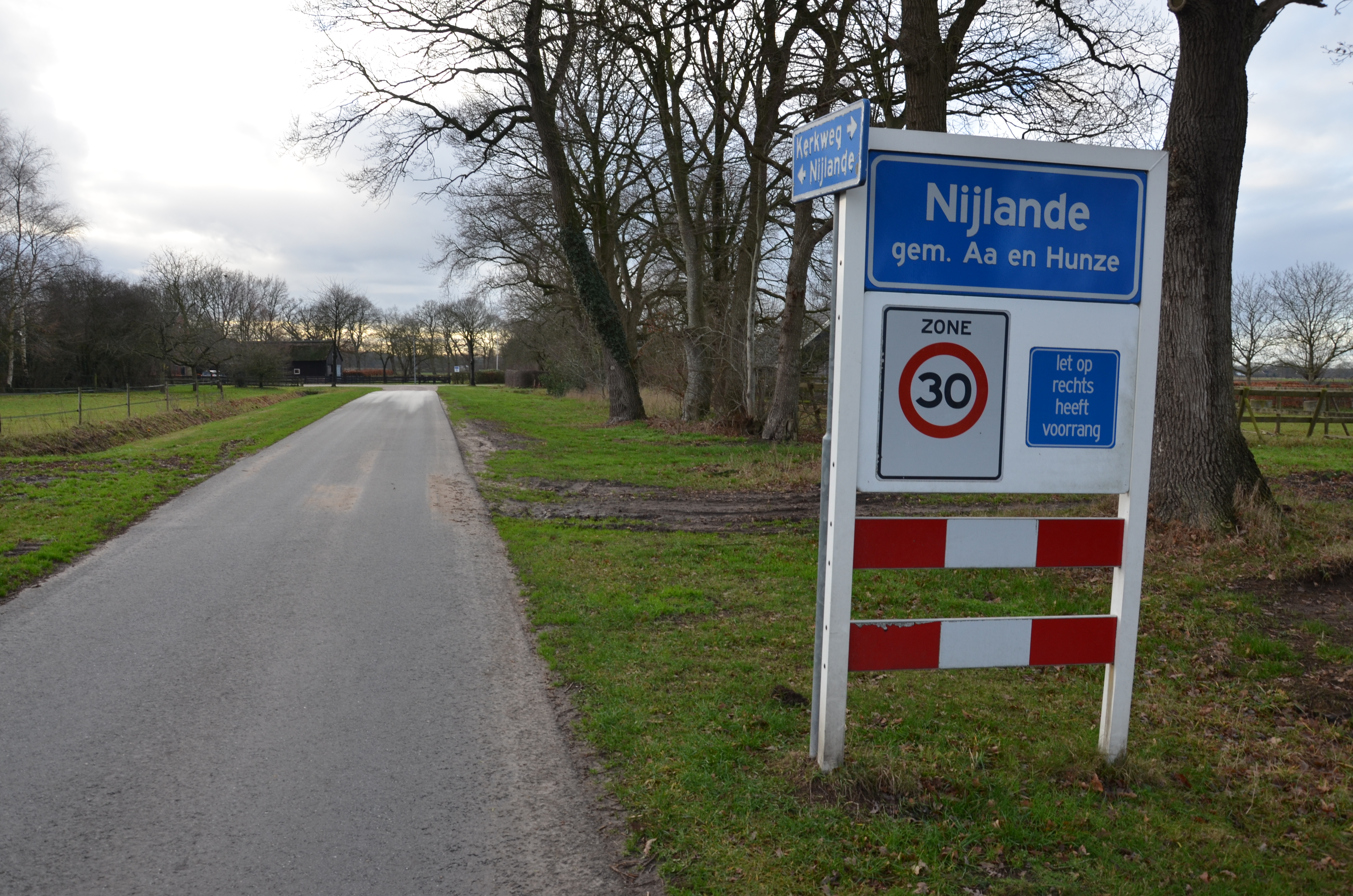
В'їзд до селища
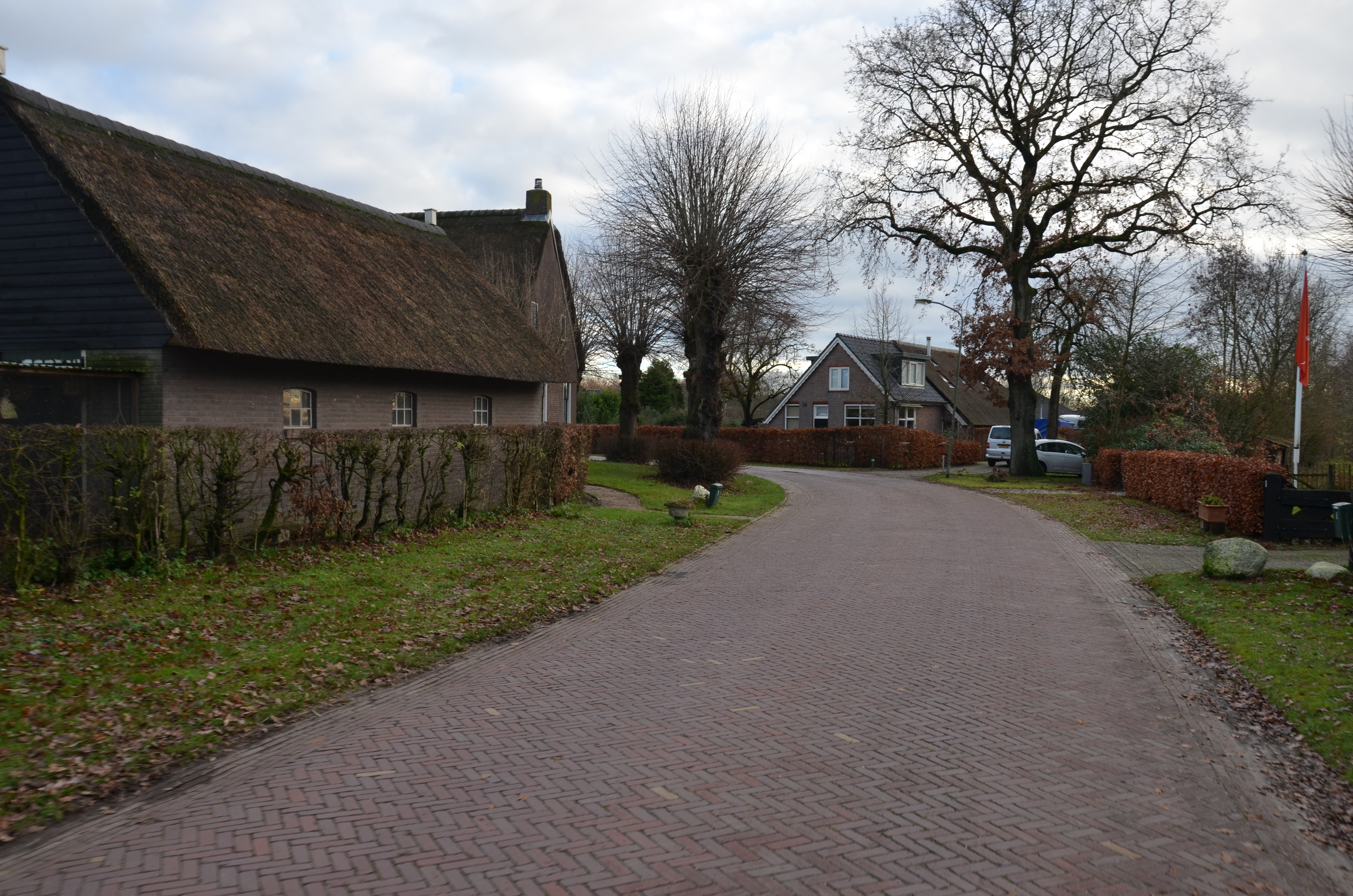
Ферма у Нейланде
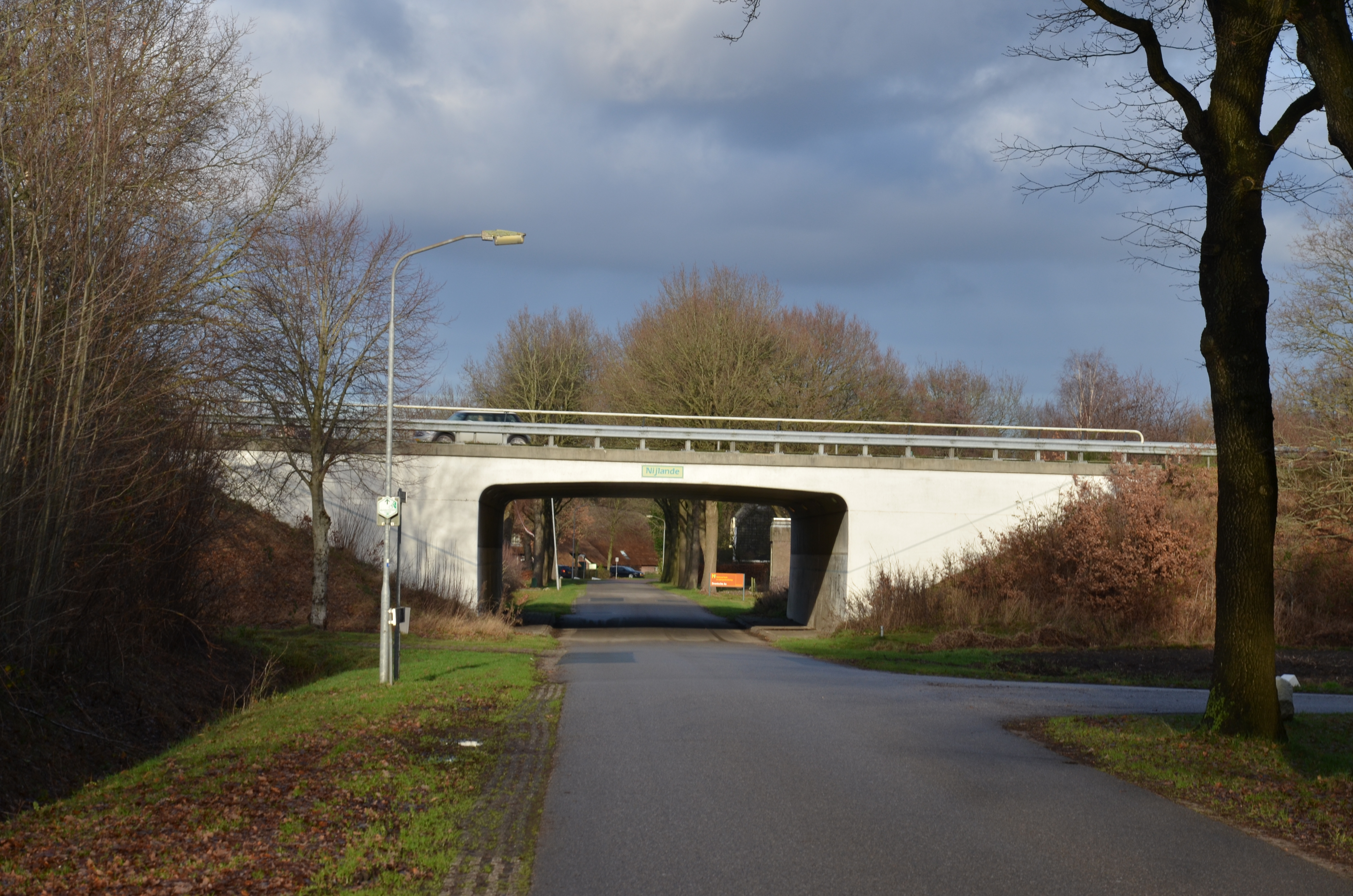
Естакада